# دوار الشمس (سلسلة لوحات)
دوار الشمس (بالفرنسية: Tournesols)‏ هو الاسم الذي تحمله سلسلتان من لوحات الطبيعة الصامتة المتكررة للرسام الهولندي فينسنت فان غوخ. أنجز غوخ السلسة الأولى عام 1887 وقام برسم أولها خلال وجوده في باريس، وتصف هذه السلسة الأزهار ممتدة على الأرض فيما تصوّر السلسة الثانية باقات لأزهار من نوع دوار الشمس موضوعة في زهرية، قام غوخ بإنجازها في آرل العام التالي. ارتبطت كلتا السلسلتين في ذهن غوخ باسم صديقه بول غوغان، الذي قام باقتناء لوحتان من سلسلة باريس الأولى.

## سلسلة باريس
لا يُعرف الكثير عن نشاطات فان غوخ خلال السنتان اللتان أمضاهما في باريس برفقة شقيقه ثيو من عام 1886 حتى 1888. ولم تُكشف حقيقة رسم غوخ لسلسلة لوحات «دوار الشمس» إلّا خلال ربيع سنة 1889، بعدما طالبه صديقه غوغان بإحدى نسخ الآرل مقابل دراسات كان قد تركها بعد مغادرته آرل إلى باريس. شعر فان غوخ بالاستياء من غوغان مجيباً بعدم أحقيته بالمطالبة بها بتاتاً قائلاً: "سأبقي حتماً لوحات دوار الشمس... لديه اثنتين منهم قبل الآن دع ذلك يكبحه. إن لم يرضى عن التبادل الذي أقامه معي فيمكنه استرداد لوحات المارتينيك الزيتية الصغيرة خاصته، والبورتريه الذاتية التي أرسلها من بريتاني، ويعيد لي اثنتي بورتريه خاصتي بنفس الوقت  ولوحتي دوار الشمس الزيتيتين والتي أُخذت إلى باريس. كنت أخبرتك كيف الأمور تقف إذ ما طرح هذا الموضوع مجدداً."
كانت هذه أولى لوحات فان غوخ لأزهار دوار الشمس دون أن يرافقها أي شيء آخر—بيد أن فان غوخ كان قد ضمّن زهور دوار الشمس في أعماله السابقة التي تناولت سمات المناظر والطبيعة الصامتة.

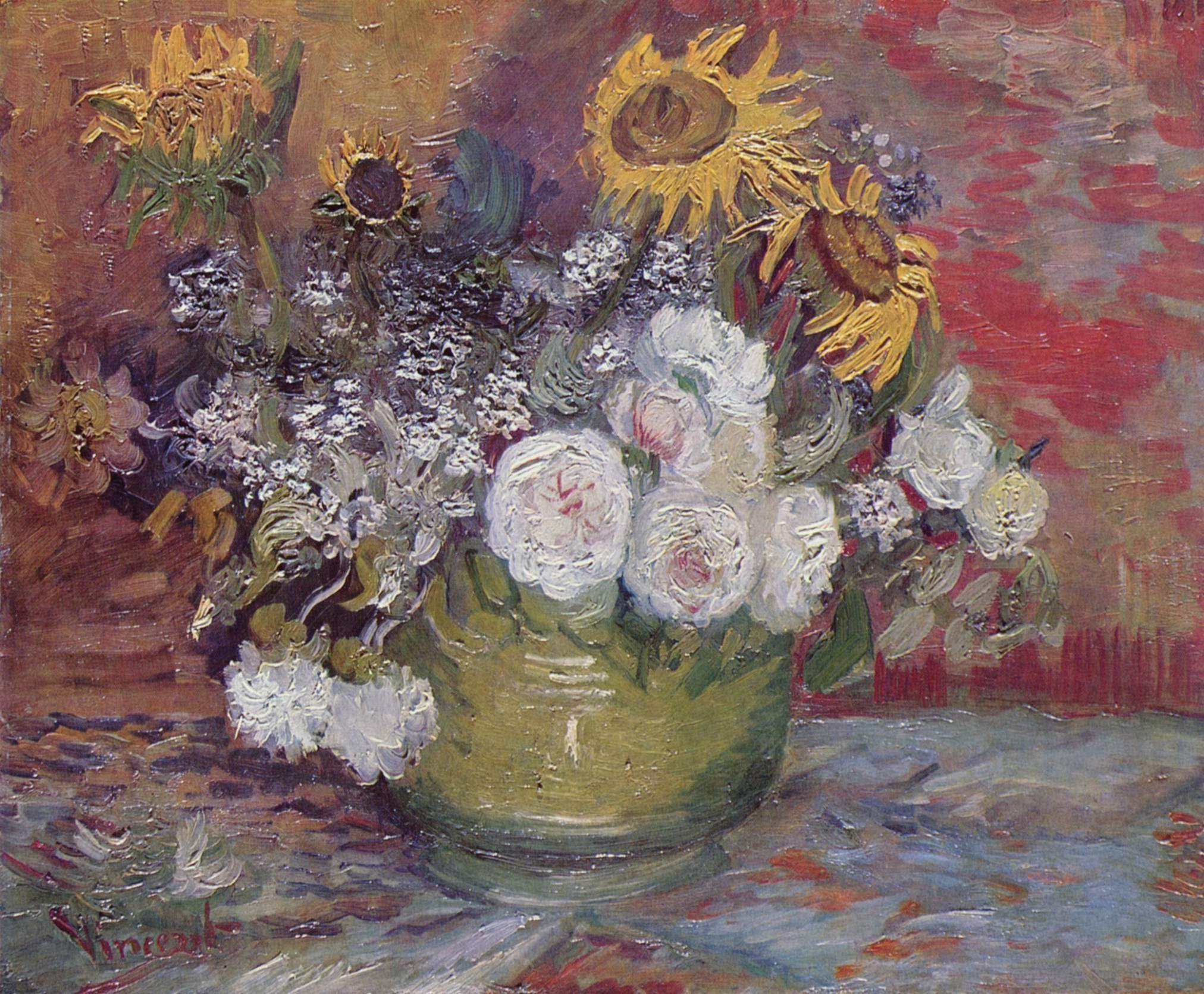
"ورود ودوار الشمس"، 1886
لوحة زيتية، 50 × 61 سم
- معرض كونستال مانهايم

## معرض صور

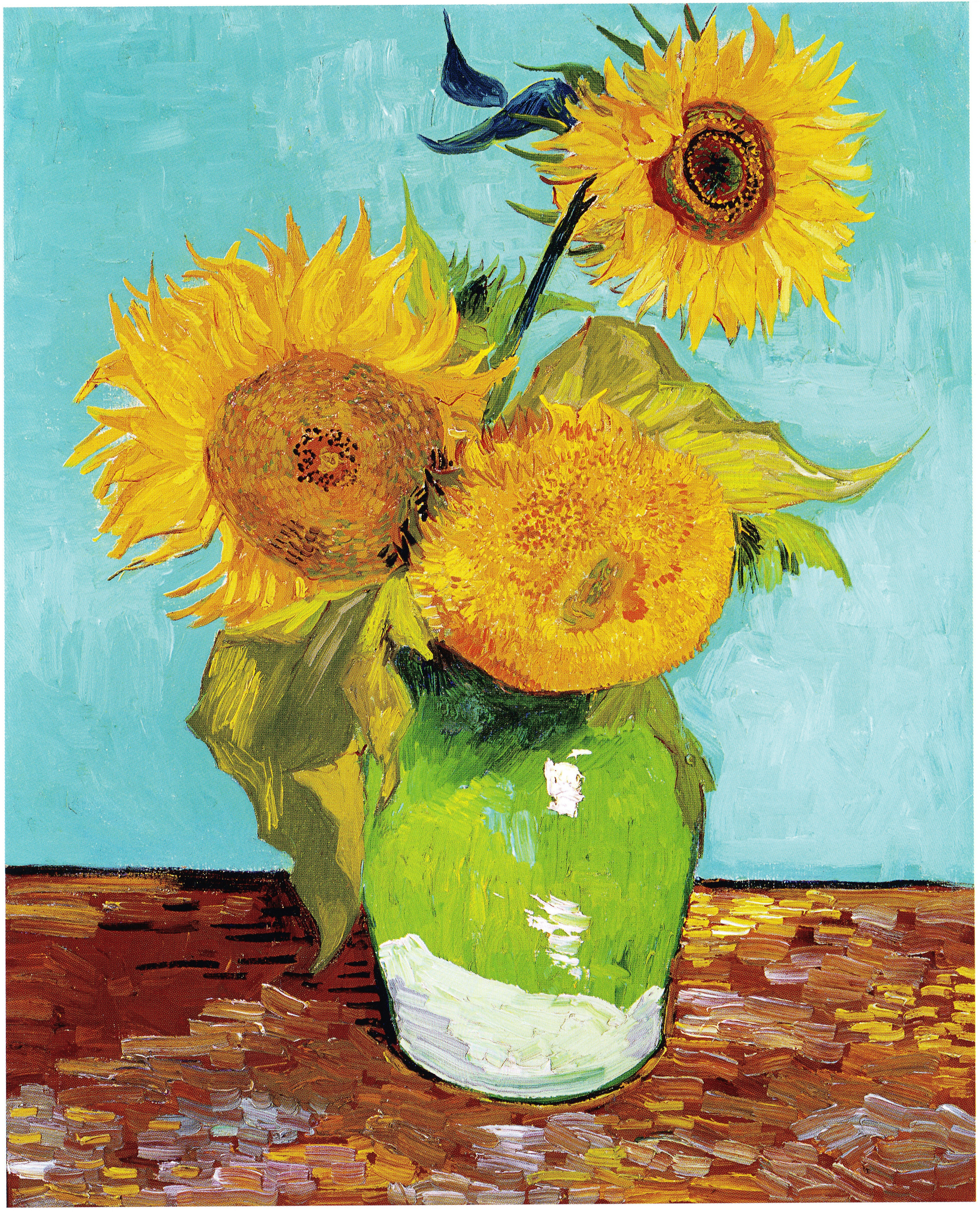
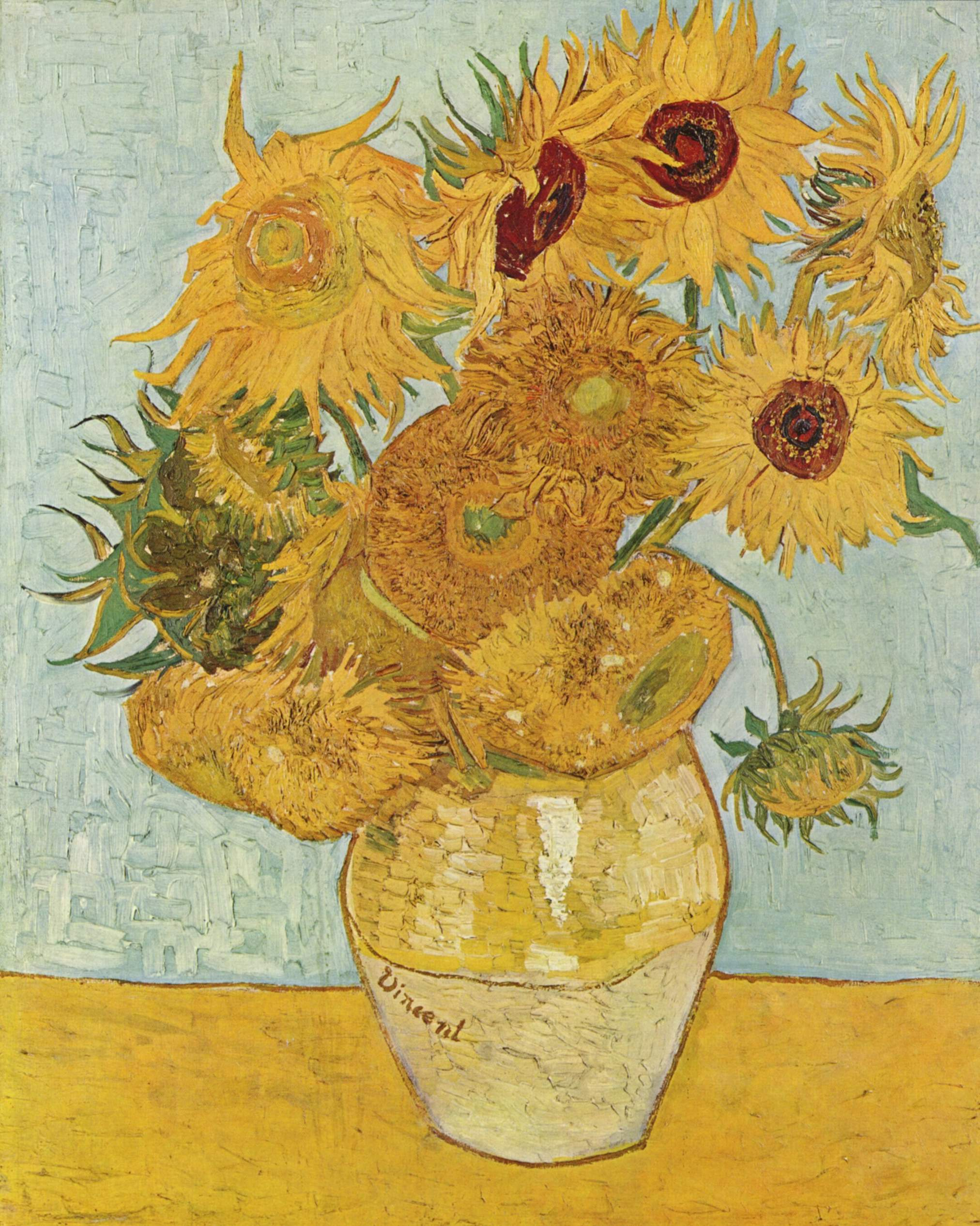
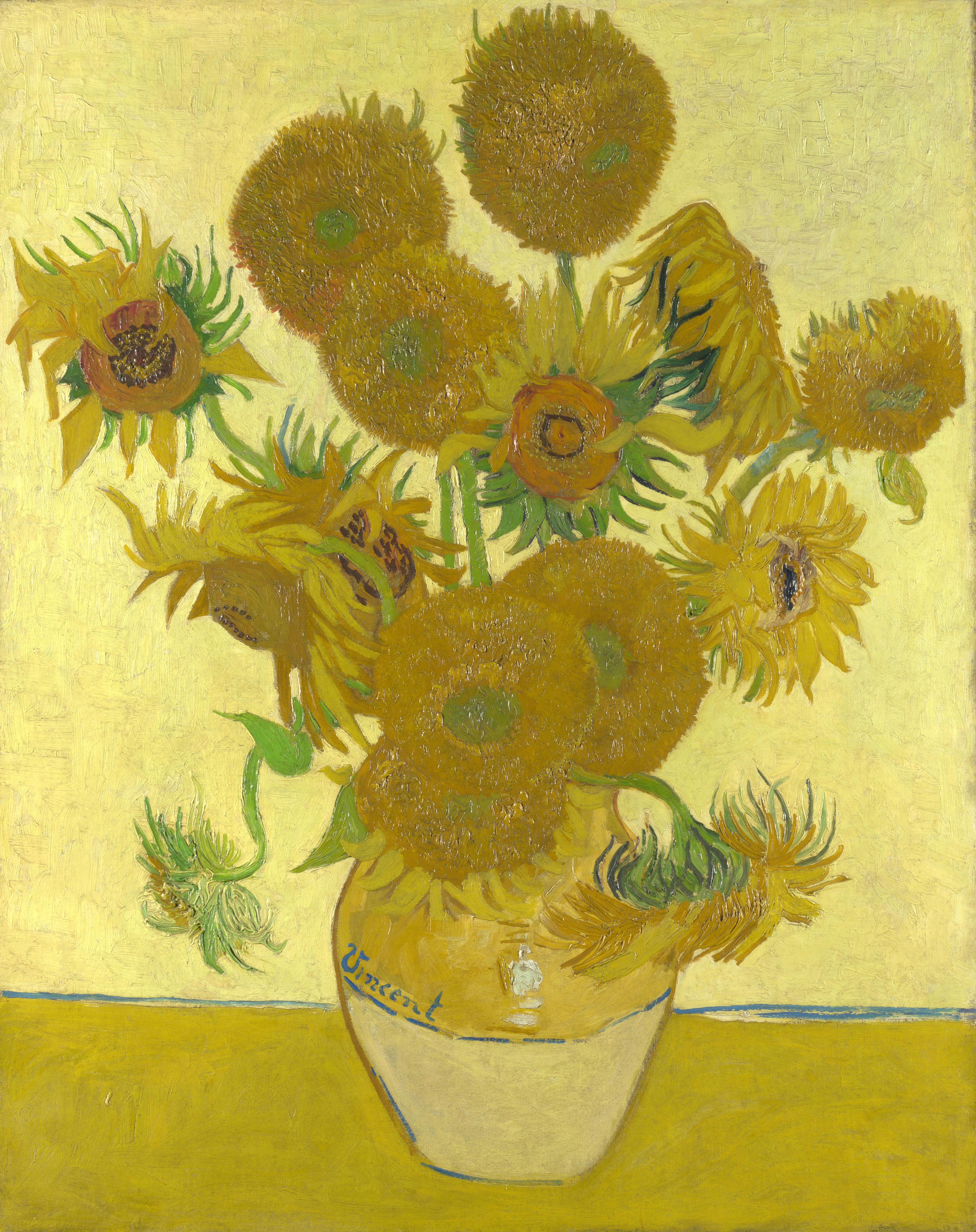
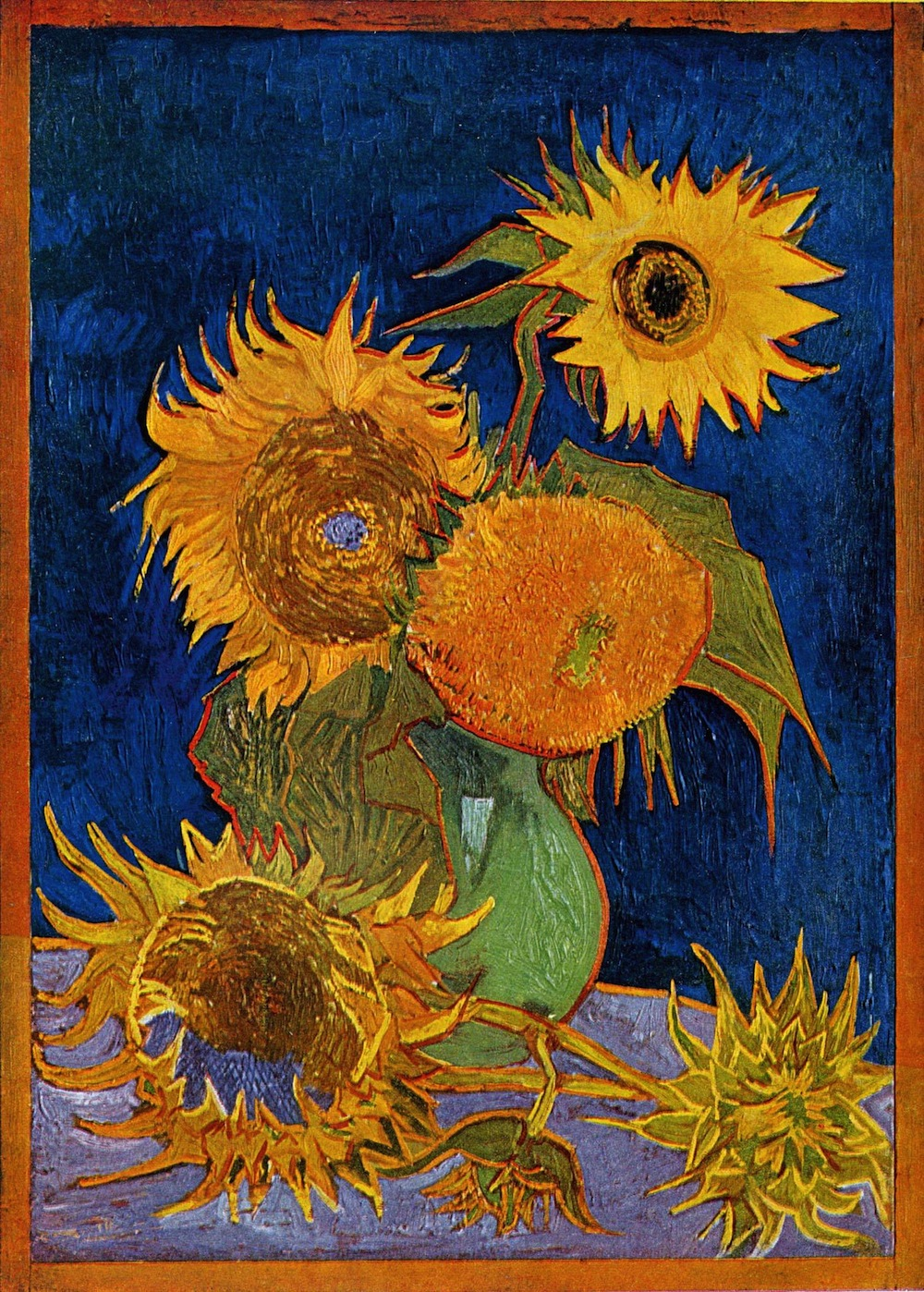

## وصلات خارجية
- «دوار الشمس» على موقع مشروع غوغل للفنون